# Castronuevo
Castronuevo település Spanyolországban,  Zamora tartományban. Castronuevo Cañizo, Belver de los Montes, Pobladura de Valderaduey, Aspariegos, Arquillinos, Villalba de la Lampreana és Villafáfila községekkel határos. Lakosainak száma 218 fő (2024).

## Népesség
A település népessége az utóbbi években az alábbiak szerint változott:
| Lakosok száma | 355  | 344  | 322  | 312  | 274  | 255  | 233  | 228  | 214  | 218  |
|               | 2001 | 2004 | 2007 | 2009 | 2012 | 2014 | 2017 | 2019 | 2022 | 2024 |